# Diadegma imbecillum
Diadegma imbecillum là một loài tò vò trong họ Ichneumonidae.